# Bogserbåten Riga
Bogserbåten Riga är en havsgående påskjutande bogserbåt, konstruerad för tung lyft-transporter.
Riga byggdes 2012 av Doldeman NV, Dordrecht för Delta Shipping & Chartering SA, i Rotterdam i Nederländerna. Hon seglar nu för RoRo & Heavy Lift of Victrol NV i Antwerpen i Belgien.
Framdrivningen sker med dubbla propellrar. Styrhytten är höj- och sänkbar. Hon har ett pollaredrag på 15 ton.

## Bildgalleri

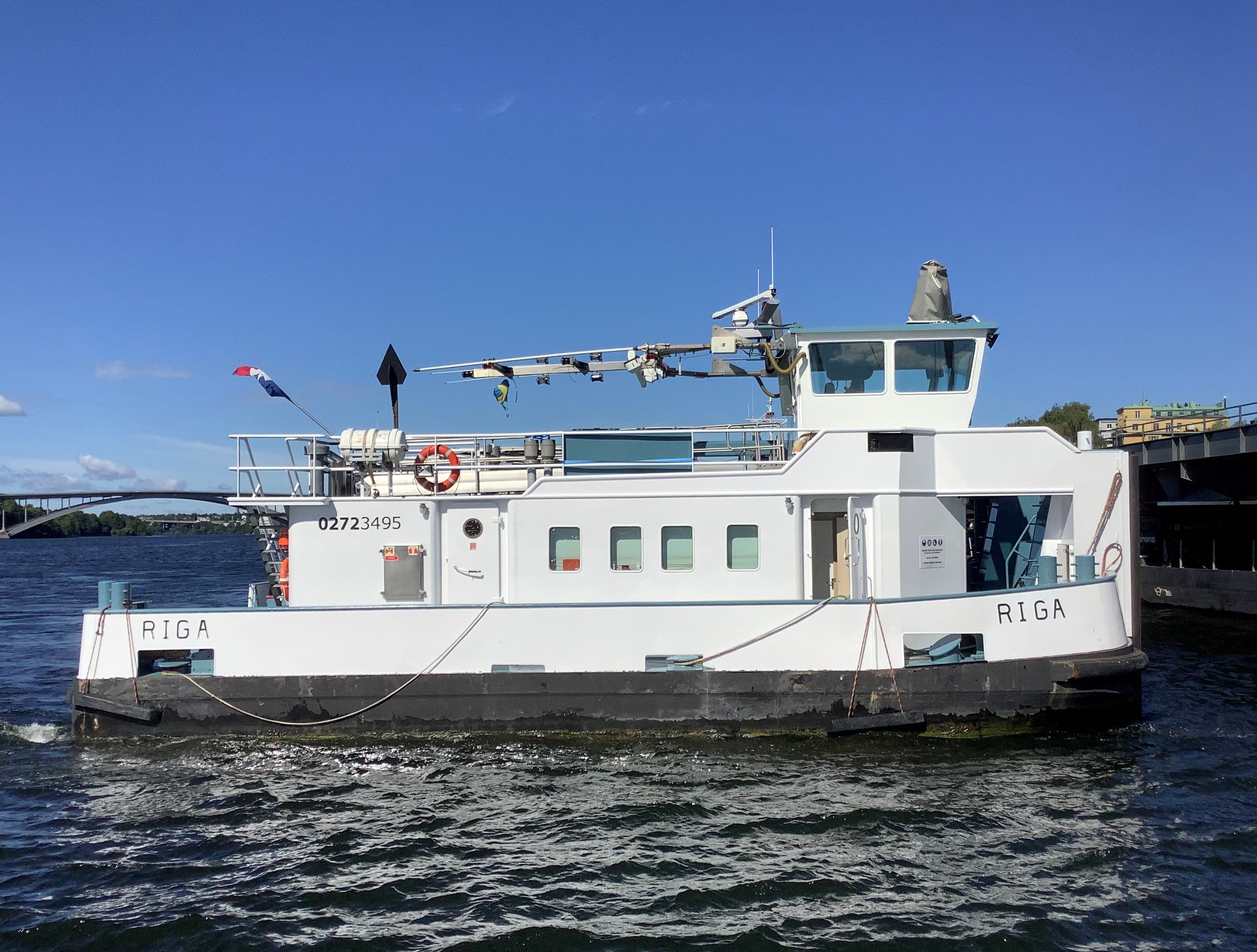
Riga i Riddarfjärden vid Norr Mälarstrand i Stockholm, juli 2020.
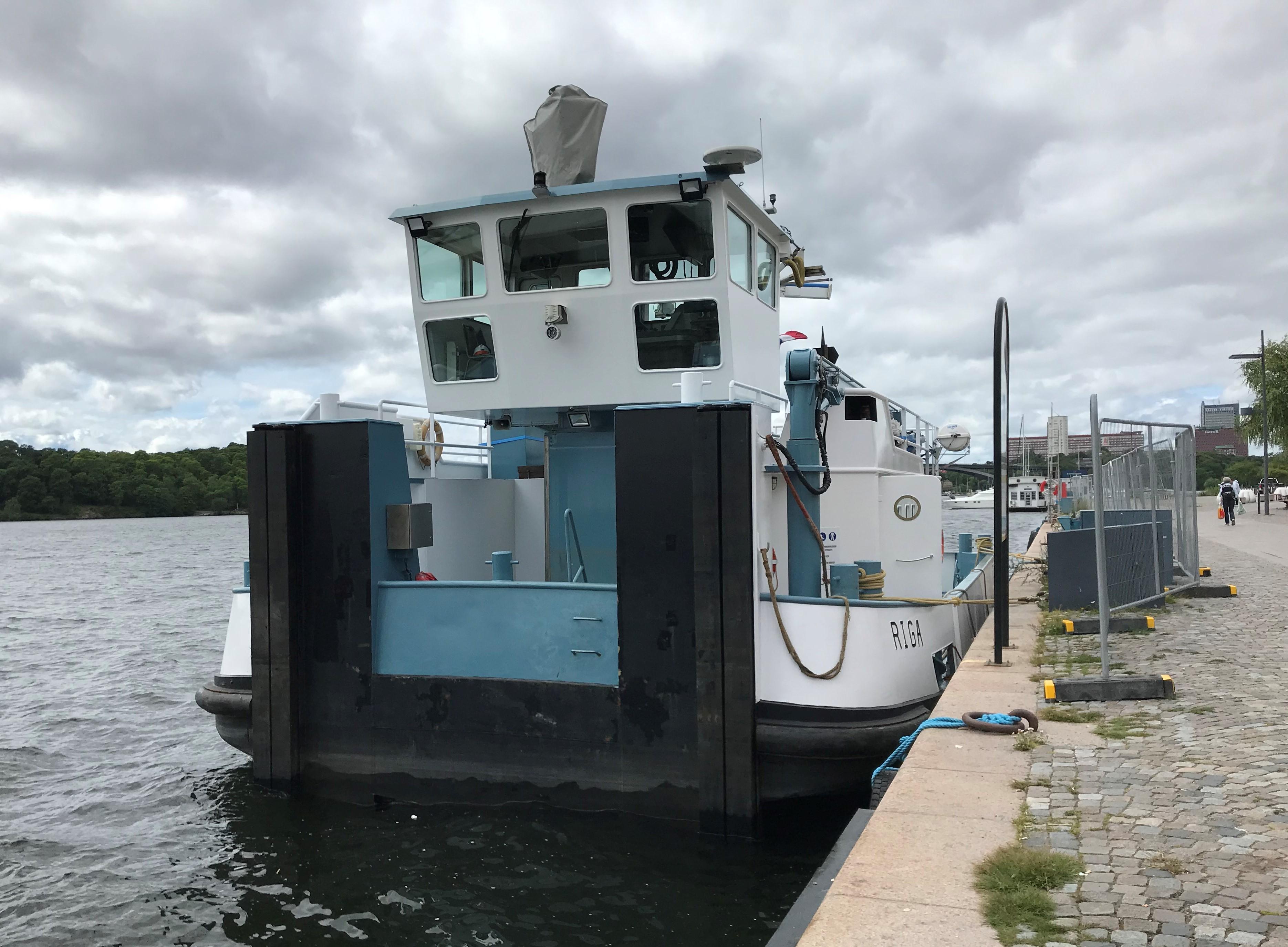
Bogserbåten Riga förifrån.
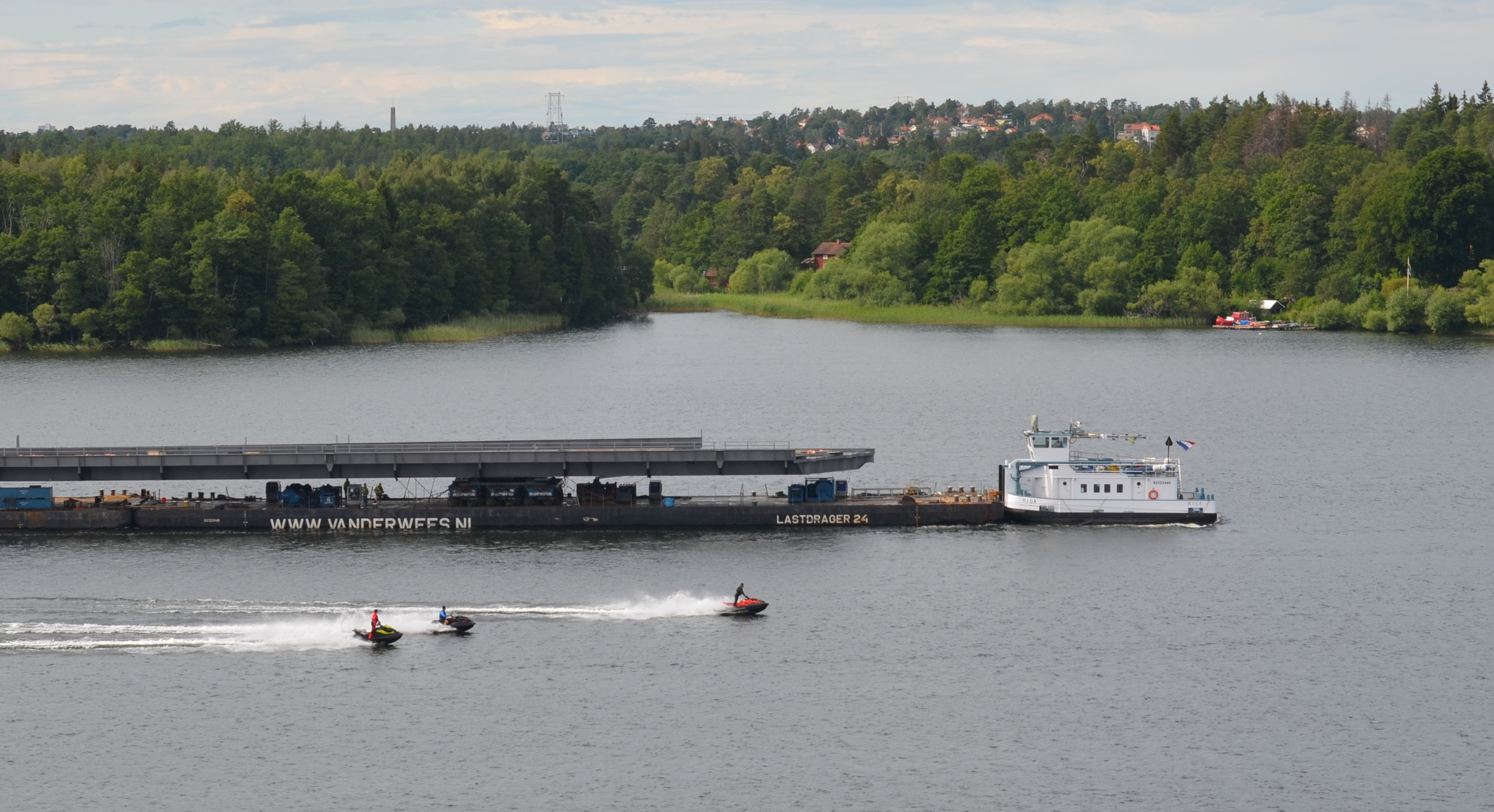
Riga med lastponton med del av bro till Getingmidjan i Stockholm, juli 2020. I detta fall drar Riga släpet baklänges